# クリアーテ＝ファビアスコ
クリアーテ＝ファビアスコ（伊: Cugliate-Fabiasco）は、イタリア共和国ロンバルディア州ヴァレーゼ県にある、人口約3,000人の基礎自治体（コムーネ）。

## 地理

### 位置・広がり

#### 隣接コムーネ
隣接するコムーネは以下の通り。
- カデリアーノ＝ヴィコナーゴ
- クレメナーガ
- クアッソ・アル・モンテ
- クナルド
- グラントラ
- マルキローロ
- モンテグリーノ・ヴァルトラヴァーリア
- ヴァルガンナ

### 地震分類
イタリアの地震リスク階級 (it) では、4 に分類される
。